# Knut Posse i Växjö

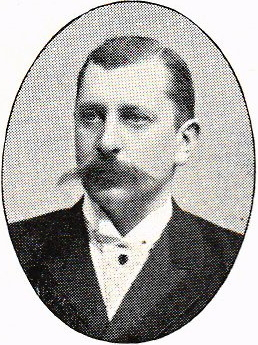
Knut Posse i Växjö

Knut Posse i Växjö, eigentlich Knut Arvid Posse (* 18. September 1855 in Motala-Klockrike, Östergötlands län; † 4. April 1916 in Växjö), war ein schwedischer Graf, Gutsbesitzer und von 1893 bis 1903 Abgeordneter im Reichstag.
Posse war der Sohn von Carl Knut Johan Posse (1826–1902) und dessen Frau Aurora Charlotta Fredrika. Er absolvierte ein Studium in Lund, welches er 1880 abschloss. Drei Jahre später heiratete er Signe Elisabet Carolina Leijonhufvuds und kam so in den Besitz eines Gutes in Kronoberg, das er 1895 verkaufte. Nach dem Tod seines Vaters übernahm er das Gut Bergkvara.